# کالیسن
کالیسن(به انگلیسی: Calicene) یا تری‌آپنتافولوالن(به انگلیسی: triapentafulvalene) هیدروکربنی از دسته فولوالن‌ها با فرمول شیمیایی C۸H6 است که از یک حلقه سیکلوپنتادی‌ان و یک حلقه سیکلوپروپن تشکیل شده‌است که با پیوند دوتایی به هم پیوند خورده‌اند. نام این ماده از لغت لاتین calix به معنی «جام» گرفته شده‌است، زیرا شکل ظاهری آن شبیه به یک ظرف است.
بر اساس روش هوکل، انرژی رزونانس بسیار بالایی برای این ترکیب پیش‌بینی می‌شود، با این وجود انرژی رزونانس تجربی آن زیاد نیست. پیوند دوگانه مرکزی در این مولکول با یک بار مثبت جزئی از طریق اتم کربنِ حلقه مثلثی و یک بار منفی جزئی از طریق کربنِ حلقه پنج ضلعی، دوقطبی شده و در کل مولکول را قطبی می‌کند. ممان دوقطبی کالیسن ۴٫۶۶ دبای محاسبه شده‌است

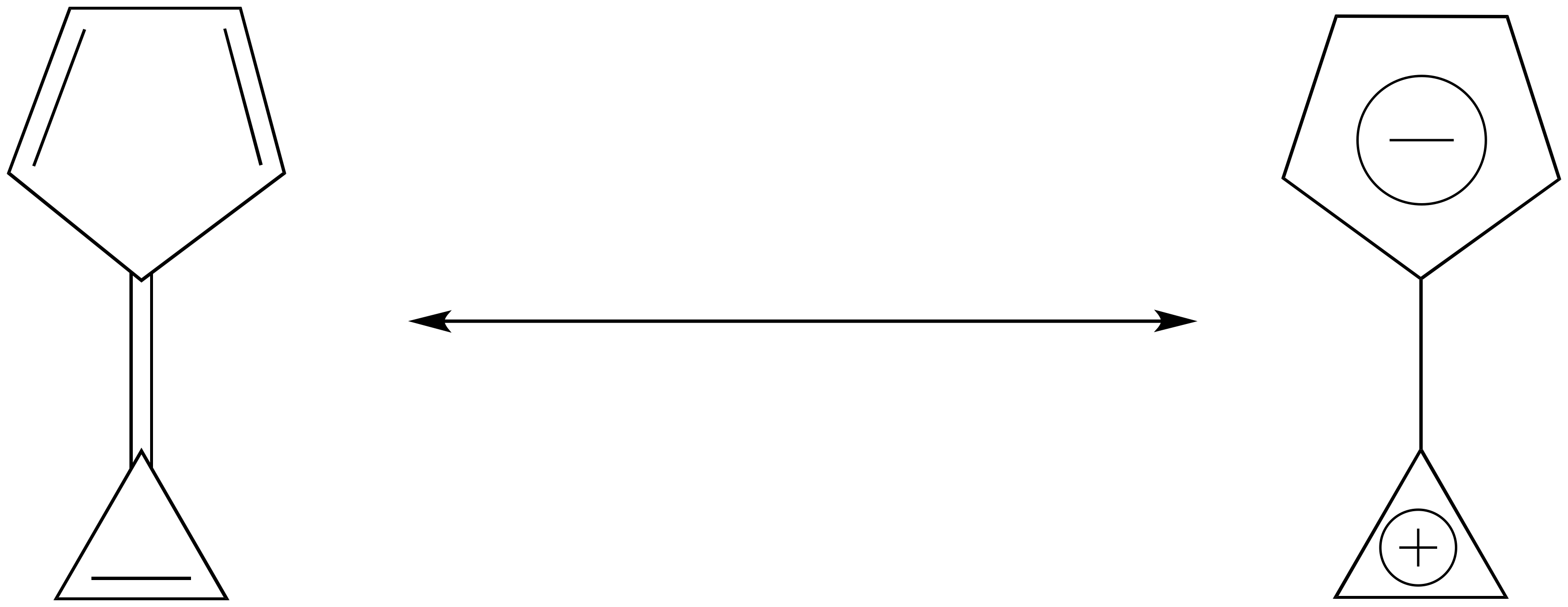
وجود اثر رزونانس قابل توجه در این ماده به دلیل بار متفاوت بر روی دو حلقه است که موجب به وجود آمدن ساختاری کاملاً قطبی می‌شود.